# Rio Paraná-Pixuna
O rio Paraná-Pixuna é um rio brasileiro que nasce no estado de Rondônia.